# Ungdomssommer-OL 2014
Ungdomssommer-OL 2014 (kinesisk: 2014年夏季青年奧林匹克运动会; pinyin: 2014 Nián Xiàjì Qīngnián Àolínpǐkè Yùndònghuì) var den anden udgave af de ungdomsolympiske lege, repræsenterer sportsfolk fra 14-18 år. Legene blev afholdt i Nanjing i Kina i perioden 16.-28. august 2014 og havde deltagelse af i alt 3.579 sportsfolk. De deltog i 222 konkurrencer i 28 sportsgrene.

## Kandidatbyer
Den Internationale Olympiske Komité grundlagde de ungdomsolympiske lege i juli 2007. Udvægelsen af værtsby for 2014-udgaven, blev offentliggjort den 10. februar 2010, i forbindelse med en IOC Session i 2014 i Vancouver. Det var desuden, første gang offentliggørelsen af en Ungdomssommer-OL-værtsby, kom på en IOC Session. De tidligere udvælgelser skete, via poststemmer fra IOC-medlemmer, ved Ungdomssommer-OL 2010 og Ungdomsvinter-OL 2012, i henholdsvis Singapore og Innsbruck.
| By      | Land  | Stemmer |
| Nanjing | Kina  | 47      |
| Poznań  | Polen | 42      |

## Arenaer
Alle arenaer og faciliteter var placeret i Nanjing's fire zoner.
Åbnings- og afslutningsceremonien blev afholdt i Nanjing Olympic Sports Center.
| Arena                             | Billede      | Sportsgrene                                                  | Kapacitet |
| --------------------------------- | ------------ | ------------------------------------------------------------ | --------- |
| Longjiang Gymnasium               |              | Judo, Wrestling                                              |           |
| Wutaishan Sports Center           |              | Basketball, Fodbold, Bordtennis                              |           |
| Fangshan Sports Training Base     |              | Bueskydning, Skydning                                        |           |
| Jiangning Sports Center           |              | Fodbold, Håndbold                                            |           |
| Jinniu Lake Sailing Venue         |              | Sejlsport                                                    |           |
| Nanjing International Expo Center |              | Boksning, Fægtning, Moderne femkamp, Taekwondo, Vægtløftning |           |
| Nanjing Olympic Sports Center     |              | Aquatic, Atletik, Gymnastik, Moderne femkamp                 | 60,000    |
| Laoshan National Forest Park      |              | Cykling                                                      |           |
| Youth Olympic Sports Park         |              | Beachvolley, Cykling, Hockey, Syvmandsrugby                  |           |
| Nanjing Sport Institute           |              | Badminton, Tennis                                            |           |
| Xinzhuang Equestrian Venue        |              | Hestesport                                                   |           |
| Xuanwu Lake Park                  |              | Triatlon                                                     |           |
| Xuanwu Lake Rowing-Canoeing Venue | Kano, Roning |                                                              |           |
| Zhongshan International Golf Club |              | Golf                                                         |           |

## Danmark ved ungdoms-OL 2014
Fra Danmark deltog 15 sportsfolk i 8 sportsgrene. Danmark vandt samlet 5 medaljer ved legene, med 1 guldmedalje, 1 sølvmedaljer og 3 bronzemedaljer, i sportsgrenene Triatlon, Banecykling og Atletik. Emil Deleuran Hansen, vandt guld i disciplinen Mixed relay i Triatlon, mens rytterne Mikkel Honoré og Rasmus Salling vandt sølv i drengrenes race i banecykling. Bronzemedaljevinderne var Anna Madsen og Pernille Mathiesen, i pigernes holdforfølgelse og Anne Sofie Kirkegaard, i 400m hækkeløb. Selvsamme Deleuran, vandt bronze, i drengenes race i Triatlon tre dage forinden guldsuccesen.

## Deltagende nationer
Nedenfor er listet de 203 nationer, der har kvalificeret sig til deltagelse ved Ungdomssommer-OL 2014 til dato. Tallene i parentes, er antal atleter repræsenteret ved legene.